# 克魯克斯頓 (明尼蘇達州)
克魯克斯頓（英語：Crookston）是美國明尼蘇達州波爾克縣縣治，位於明州西北部紅湖河畔。面積12.8平方公里，2000年人口8,192人。
1879年4月1日設市。當地是天主教克魯克斯頓教區駐地。